# Équation KPP-Fisher

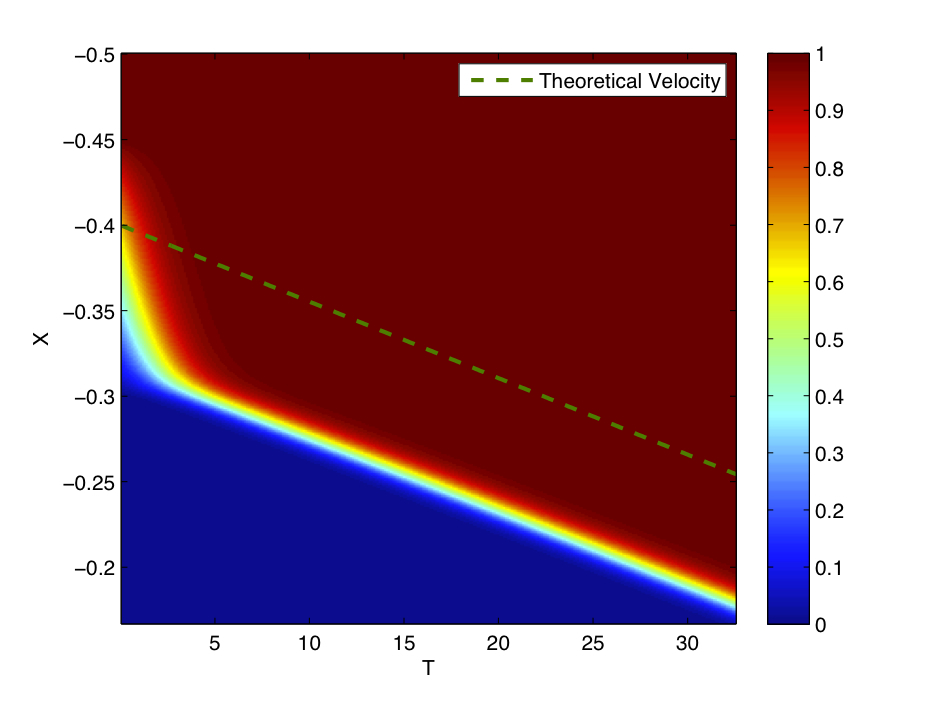
Simulation numérique de l'équation de KPP-Fisher. En couleurs : la solution u(t,x) ; en pointillés : droite correspondante à la vitesse théorique de l'onde progressive.

L'équation KPP-Fisher, ainsi dénommée d'après les travaux de Andreï Kolmogorov, Ivan Petrovski, Nikolaï Piskounov et Ronald Fisher, également connue sous les noms d'équation KPP, équation de Fisher ou équation de Fisher–KPP, est l'équation aux dérivées partielles suivante :
{\displaystyle {\frac {\partial u}{\partial t}}-D{\frac {\partial ^{2}u}{\partial x^{2}}}=ru(1-u)}
où {\displaystyle D} est un coefficient de diffusion et {\displaystyle r} l'inverse d'un temps caractéristique.
Elle décrit un système de réaction-diffusion utilisé pour modéliser les problèmes d'écologie, de physiologie, de combustion, de cristallisation, de physique des plasmas et dans les problèmes généraux de transition de phase.

## L'équation
Pour toute vitesse d'onde réduite {\displaystyle c^{*}={\frac {c}{\sqrt {rD}}}\geq 2} l'équation admet des solutions représentant des ondes progressives de la forme :
{\displaystyle u(x,t)=v(x\pm ct)\equiv v(z)}
où {\displaystyle \textstyle v} est croissant et
{\displaystyle \lim _{z\rightarrow -\infty }v\left(z\right)=0,\quad \lim _{z\rightarrow \infty }v\left(z\right)=1.}
La solution passe de l'état d'équilibre instable u = 0 à l'état d'équilibre stable u = 1. Aucune solution de ce type n'existe pour {\displaystyle c^{*}<2},,. La forme de l'onde pour une vitesse d'onde donnée est unique. On peut prouver que toutes les solutions correspondantes à la donnée initiale d'une fonction compacte convergent vers des ondes à vitesse minimale.
Pour le cas particulier {\displaystyle c^{*}=\pm 5/{\sqrt {6}}}, toutes les solutions peuvent être trouvées sous une forme analytique avec :
{\displaystyle v(z)=\left(1+C\,\mathrm {exp} \left(\mp {z}/{\sqrt {6}}\right)\right)^{-2}}
où {\displaystyle C} est arbitraire et les conditions limites ci-dessus sont satisfaites pour {\displaystyle C>0}.
La preuve de l'existence des solutions d'ondes progressives et l'analyse de leurs propriétés sont souvent effectuées en utilisant l'espace des phases.

## Équation KPP
La même année (1937) que Fisher, Kolmogorov, Petrovsky et Piskunov ont introduit l'équation de réaction-diffusion plus générale :
{\displaystyle {\frac {\partial u}{\partial t}}-{\frac {\partial ^{2}u}{\partial x^{2}}}=F(u)}
où {\displaystyle F} est une fonction suffisamment régulière telle que
{\displaystyle F(0)=F(1)=0,F'(0)=r>0} et {\displaystyle F(v)>0,F'(v)<r} pour tout {\displaystyle 0<v<1}. Cette équation a également les solutions d'ondes progressives discutées ci-dessus.
L'équation de Fisher est obtenue en définissant {\displaystyle F(u)=ru(1-u)} et en redimensionnant la coordonnée {\displaystyle x} par un facteur {\displaystyle {\sqrt {D}}}.
Un exemple plus général est donné par {\displaystyle F(u)=ru(1-u^{q})} avec {\displaystyle q>0}
,,.
Kolmogorov, Petrovsky et Piskunov ont étudié l'exemple {\displaystyle q=2} dans le contexte de la génétique des populations.
La vitesse minimale d'une onde progressive de type KPP est donnée par :
{\displaystyle 2{\sqrt {\left.{\frac {dF}{du}}\right|_{u=0}}}}
qui diffère des autres types d'ondes, par exemple celle de l'équation ZFK.